# Се Фэй (политик)
Се Фэй (кит. упр. 谢非, пиньинь Xiè Fēi; 4 ноября 1932 — 27 октября 1999) — китайский партийный деятель, член Политбюро ЦК КПК (1992—1999), глава парткома КПК пров. Гуандун (1991—1998).
Член КПК с июля 1949 года, член ЦК КПК 13-15 созывов (кандидат 12 созыва), член Политбюро ЦК КПК 14-15 созывов.
С 1983 года ректор партшколы пров. Гуандун.
С 1986 года глава Гуанчжоуского горкома КПК.
В 1991—1998 гг. глава парткома пров. Гуандун. Сменил его во главе региона Ли Чанчунь.
С марта 1998 года зампред ПК ВСНП 9 созыва.